# Mauritia (planta)
Mauritia es un género con dos especies de plantas con flores perteneciente a la familia  de las palmeras (Arecaceae).  
Es originaria del norte de América del Sur. Mauritia flexuosa está ampliamente distribuida y se extiende desde el norte de América del Sur hasta Trinidad, mientras que la otra Mauritia carana se limita a la región del Amazonas.

## Taxonomía
El género fue descrito por Carlos Linneo el Joven y publicado en Supplementum Plantarum 70, 454. 1781[1782].
Etimología
Mauritia: nombre genérico que fue otorgado en honor del conde Juan Mauricio de Nassau (1604-1679), que fue gobernador de la Compañía Neerlandesa de las Indias Occidentales en Brasil.

## Especies
- Mauritia carana
- Mauritia flexuosa